# Sackarin
Sackarin är det först upptäckta artificiella sötningsmedlet (upptäckt 1879 av Ira Remsen och Constantin Fahlberg). Det har E-nummer 954, och ingår bl.a. i kombinationssötningsmedlet Suketter tillsammans med natriumcyklamat, och även i ensam form under handelsnamnet Hermesetas.
Salter av sackarin kallas sackarinat, och är den form i vilket sackarin vanligen används. Det vanligaste sackarinet på marknaden är natriumsaltet, med kemisk formel C7H4NNaO3S · 2H2O, det vill säga natriumsackarin(at).
Sackarin passerar matsmältningen utan att tas upp av kroppen. Energiinnehållet är nära noll och insulinnivån i kroppen påverkas inte, därför kan sackarin användas av diabetiker. Sötningseffekten av sackarin är omkring 300-700 gånger större än hos socker, men sackarin kan inte användas i högkoncentrerad form då det får en bitter, nästan metallisk bismak.
Alla sackarinater är stabila vid upphettning och i sur miljö.
Sackarin kommersialiserades kort efter upptäckten (publicering 1880, patenterat av Fahlberg) och populariteten steg under ransoneringstiderna under första världskriget. På 1960- och 70-talen ökade populariteten ytterligare när bantare började jaga kalorier.
Substansen har inget släktskap med rent socker, sackaros, trots att namnen påminner om varandra. Sackarin fick sitt namn just för att det är sött, men sackaros och sackarin har inga molekylstruktursmässiga likheter.
Vissa hälsorisker i samband med hög konsumtion av sackarin har visats i laboratorieförsök, men inga påvisbara risker har konstaterats vid normal konsumtion.